# NGC 2990
NGC 2990 este o intermediate spiral galaxy⁠(d) situată în constelația Sextantul. A fost descoperită în 29 decembrie 1786 de către William Herschel. Se află la o distanță de 45,29 de megaparseci de Pământ.